# 이노우에 오리히메

## 프로필
- 신장 : 157 cm
- 체중 : 44 kg
- 혈액형 : BO형
- 생일 : 9월 3일생
- 직업

1. . 카라쿠라 고등학교 학생
2. . 빵집 <A B Cookies> 점원

- 소재지 : 카라쿠라 마을 사쿠라바시 3정목 12-3-403호
- 좋아하는 음식 : 치즈, 버터, 단 것(군고구마에 버터를 발라 먹는 특이한 식성을 지녔다.)
- 취미 : 높은 곳에 오르기
- 중요한 것 : 오빠에게 받은 헤어핀(오빠가 죽은 날 선물로 주었다.)
- 중요한 인형 : 곰 인형 <엔라쿠>(정발 번역 : 정우성) / 문어 인형 <우오마로>(정발 번역 : 우오타로로 오류)
- 가족 관계

1. . 兄 - 故 이노우에 소라
2. . 夫 - 쿠로사키 이치고
3. . 子 - 쿠로사키 카즈이

- 능력 : 순순육화(盾舜六花)
- 능력 설명 : 오리히메 안에 있던 이치고에 대한 강한 생각과 자신의 나약함에 대한 절망 그리고 누군가를 지켜주고 싶다는 강렬한 열망이 잠재능력을 깨워 만든 오리히메의 분신들 전부 다 등에 꽃잎을 형상화한 날개를 지니고 있으며 각각 3명 2명 1명식으로 저마다의 방패 능력을 시전할 수 있다. 이 순순육화로 시전하는 능력은 '사상의 거절' 즉 신이 만들고 정해놓은 일종의 사상을 일시적으로만 자신이 거절을 할 수 있는 굉장한 능력이다.

## 순순육화(盾舜六花)
- 히나기쿠(火無菊)
  - 파란색 바탕에 노란 땡땡이 무늬의 날개를 지닌 순순육화 외고글을 끼고 있으며 대머리에 뒤쪽에만 묶은 머리가 있다. 굉장히 빼빼 말랐으며 전신에 연보라색 타이즈를 입고 있다. 오두방정을 떠는 성격을 지녔다. 이름의 뜻은 국화(菊)이다.
- 바이곤(梅嚴)
  - 하얀색 바탕에 노란 줄무늬와 벚꽃 무늬가 정교하게 난 날개를 지닌 순순육화 덩치가 굉장히 크고 상반신에 연두색 타이즈와 하반신에 둥근 벌룬 팬츠를 입고 있으며 턱에 날개와 똑같은 색깔과 무늬를 지닌 턱받침(?)을 하고 있다. 이름의 뜻은 매화(梅)이다.
- 리리(リリィ)
  - 분홍색 바탕에 하얀색의 정교한 무늬가 새겨진 날개를 지닌 순순육화로, 목에 주황색 터틀넥과 수영복 차이나 드레스 형태의 파란 옷을 입었으며 눈에는 노란색의 고글을 끼고 있다. 머리는 앞머리를 살짝 내리고 위에 3개의 만두 형태로 묶은 분홍색 머리이다. 이름의 뜻은 백합(Lily)이다.
- 슌오우(舜櫻)
  - 연두색의 날개를 지닌 순순육화 앞머리 올백과 더불어 뒤로 길게 묶은 상아색 머리이며, 붉은색의 차이나 풍 정장을 입고 있다. 전체적으로 순순육화들의 리더를 맡고 있으며 언제나 웃고 있다. 이름의 뜻은 벚꽃(櫻)이다.
- 아야메(あやめ)
  - 전신을 덮고 있는 붉은색 바탕의 노란색 마름모 무늬의 겉옷에 날개가 달린 형태의 순순육화 분홍색의 차이나 드레스를 입고 있으며 양 머리는 앞쪽 양갈래로 묶었다. 이름의 뜻은 붓꽃(Iris)이다.
- 츠바키(椿鬼)
  - 검은색 바탕에 빨간 줄무늬가 있는 날개를 지닌 순순육화 입에 살구색의 대충 찢어만든듯한 천을 두르고 있으며 삐죽삐죽한 검은 머리와 눈 밑의 보라색 무늬가 특징 언제나 오리히메에게 퉁명스럽게 굴며 머리카락을 잡아당기기도 한다. 이름의 뜻은 동백꽃(椿)이다.

## 기술
- 사천항순(四天抗盾)
  - 히나기쿠(火無菊), 바이곤(梅嚴), 리리(リリィ), 츠바키(椿鬼)로 방패를 향한 공격에 대한 거절 ⇒ 순순육화 4명이 오리히메의 앞에 입체적인 삼각형(전방을 꼭짓점으로 하는 납작한 삼각뿔)모양의 방패를 둘러, 방패에 부딪친 상대의 공격을 폭발로 상쇄시키는 것과 동시의 츠바키를 이용해 상대에게 데미지를 주는 공방일체(攻防一體)의 힘을 지녔다.

- 삼천결순(三天結盾)
  - 히나키쿠(火無菊), 바이곤(梅嚴), 리리(リリィ)로 방패 외부의 거절 ⇒ 전방에 삼각형의 방패를 둘러 오리히메에게 향하는 모든 적의 공격을 방어한다. 단, 방패 경도의 일정 이상의 공격을 받으면 깨진다.

- 쌍천귀순(雙天歸盾)
  - 아야메(あやめ), 슌오우(舜櫻)로 방패 내부의 거절 ⇒ 대상에게 방패를 둘러 방패 안에 있는 모든 이들의 물리적 파괴 현상을 거절해 치료하고 복구시킨다. 죽기 직전의 치명상까지도 회복시키는 것이 가능하지만 육체 회복과는 달리 영압 회복은 느리다.

- 고천참순(孤天斬盾)
  - 츠바키(椿鬼)로 방패 양면의 물질의 결합을 거절 ⇒ 적을 관통한 순간 방패를 펼쳐 적을 두동강낸다.

## 개요
웃는 것을 좋아하고 자주 멍 때리는 습관이 있는, 백치미가 조금 있는 소녀이다. 멍 때리는 성격과는 달리 성적은 굉장히 우수해 1학년 1학기 기말고사 전교 3등을 가뿐히 차지할 정도이다. 운동신경도 상당히 좋은 편이어서 친구인 타츠키에게 지도를 받아 공수도 초단 정도는 딸 수 있는 실력으로, 소울 소사이어티에 루키아를 구하러 쳐들어갔을 때 12번대 말단 대원 2명을 한 번에 기절시키는 위력을 선보이기도 했다. 부모가 폭력적이었기 때문에 오리히메가 어렸을 적에 오빠인 소라가 오리히메를 데리고 도망쳐나온 불우한 과거가 있으며 본인도 고등학교에 올라가 타츠키를 만나기 전까지는 학교에서 계속 왕따를 당했었다. 그렇게 오빠인 소라랑 같이 살던 중 3년 전 오빠인 소라가 교통사고로 죽고 현재는 아는 이모의 집에서 얹혀 살고 있다. 상위권의 성적 유지도 이모에게 폐를 끼치지 않겠다는 일종의 각오와 비슷하다. 이치고와는 오빠인 소라가 혼백 상태에서 호로인 <어시드 와이어>로 변해 자신을 습격한 사건에 휘말리면서부터 가까워지기 시작했으며 그 전에도 이치고에겐 같이 가족이 없다는 연민감에 의한 일방적인 다정함과 편안함을 가지고 호감 또한 지녔지만, 이 사건 이후로 이치고에게 의지하면서 점점 애정의 감정으로 상승 중이다. 그 이후 이치고의 혼백의 힘에 자극을 받아 자신의 혼백 안에 내제되어 있던 힘인 순순육화(盾舜六花)를 개화시켜 전투원으로도 참전한다. 순순육화의 본래 힘인 사상의 거절의 힘을 눈치채고 그를 이용하기로 결정한 아이젠의 계략에 휘말러 웨코문도를 납치되었다가 이치고 일행의 고군분투로 구출되기도 했었다.

## 기타 사항
옷은 주로 동양적 꽃무늬가 들어간 스타일을 선호하는 편이다. 자기 반에서는 보건 위원을 맡고 있으며 우류랑 같이 수예부에서 상급 위원으로도 활동 중이다. 같은 수예부의 부부장인 3학년 히라야마는 "재봉에 방해가 될 정도의 거대한 가슴은 신경도 쓰지 않고 독창적이고 아방가르드한 작품을 내놓아 올 봄 수예 대회에 선풍을 일으킨 천재소녀"라고 부르고 있다. 예쁜 외견과는 달리 엄청난 경도의 두개골을 자랑하며 기계치이기 때문에 핸드폰은 가지고 있지 않았지만 고3이 된 현재는 빵집 아르바이트를 하면서 핸드폰을 가지고 있는 묘사가 있었다. 매주 일요일 저녁에 방영하는 만담형식 예능프로인 소점(笑点)의 열혈 시청자이며 매일 꼬박꼬박 빼놓지 않고 시청한다.

## 같이 보기
- 블리치의 등장인물 목록